# Melton
Melton este un district ne-metropolitan situat în Regatul Unit, în comitatul Leicestershire din regiunea East Midlands, Anglia.

## Orașe din cadrul districtului
- Bottesford
- Melton Mowbray

## Vedeți și
- Listă de orașe din Regatul Unit